# خلية متغصنة

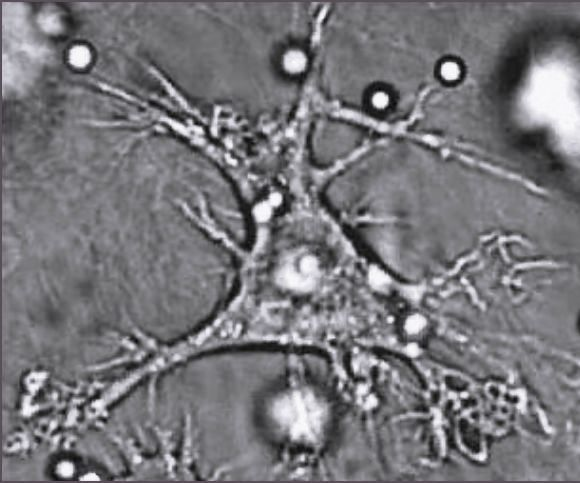
خلية شجيرية

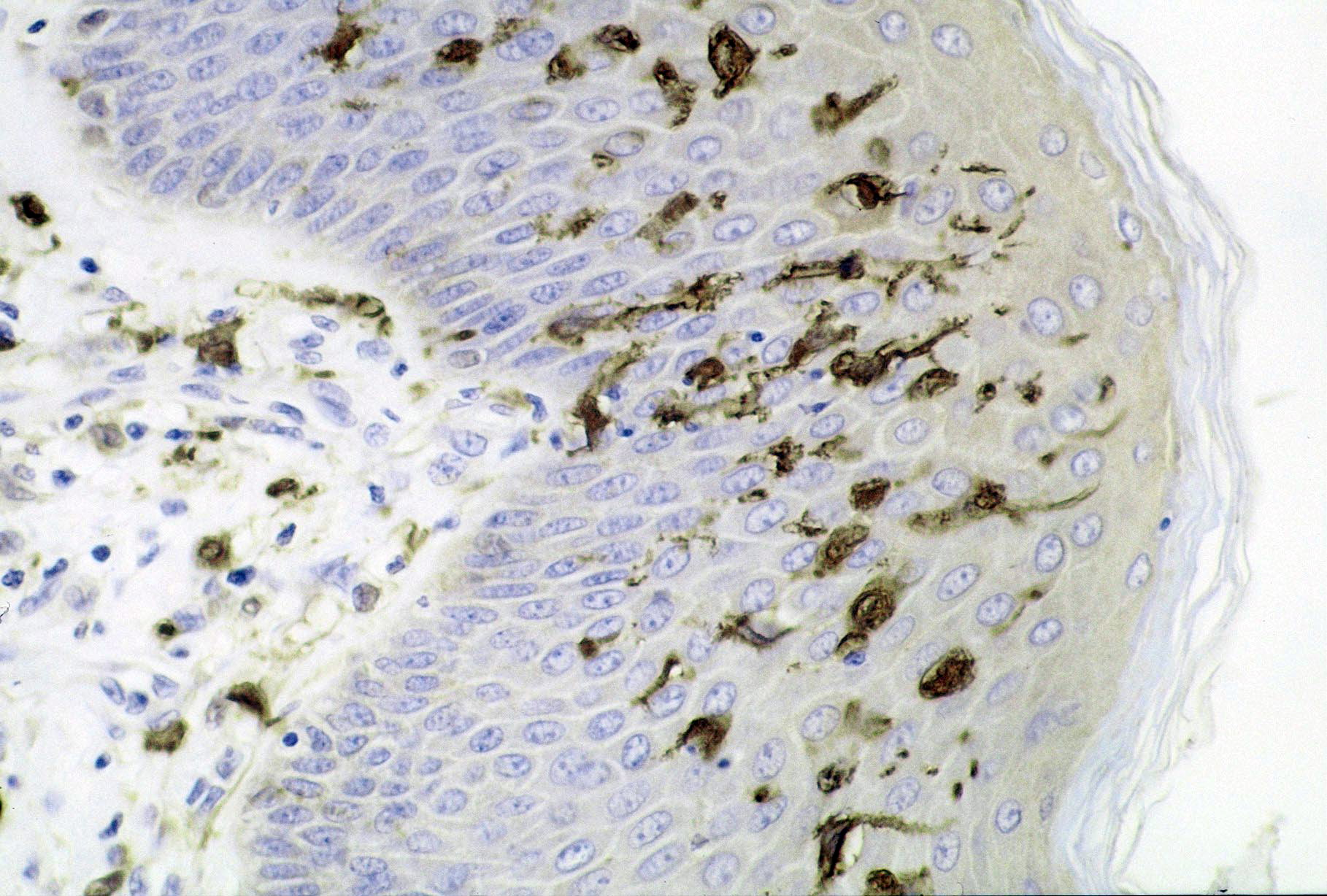
الخلايا الجذعية في الجلد

الخلايا ذات الزوائد أو الخلايا التغصنية وتعرف أيضا باسم الخلايا العارضة للمستضد المتخصصة APC. هي الخلايا المناعية التي تشكل جزءا من النظام الخلوي النسجي الشبكي، خلية مقدمة للمستضد، والتي تحدث تحت شروط معينة، كما يوحي اسمها،تغصن (من ملحقات السيتوبلازم).

## الوظيفة
تقوم الخلايا المتغصنة بعملية عرض المستضد على سطحها الخارجي. حيث تبتلع الخلايا التغصنية العوامل الممرضة خارجية المنشأ مثل البكتيريا وتقوم بتقطيعها بواسطة الإنزيمات إلى أجزاء أصغر تسمى مستضدات وتقوم بنقلها إلى العقد الليمفاوية الغنية بالخلايا التائية. وفي أثناء عملية النقل تمر الخلايا المتغصنة بعملية نضج تفقد فيها معظم قدرتها على ابتلاع العوامل الممرضة الأخرى وتكتسب قدرة على الاتصال بالخلايا التائية. وفي العقد الليمفاوية تعرض الخلية المتغصنة هذه المستضدات غير الذاتية (Foreign) على سطحها عن طريق ربطها بمستقبل ذاتي يسمى معقد التوافق النسيجي الكبير (MHC) مما يؤدي إلى تنشيط الاستجابة التكيفية بتحريض الخلايا الخلايا التائية المساعدة (CD4) (Naive) المارة عبر العقد الليمفاوية، والتي تقوم بدورها بتحفيز إفرازالسيتوكينات «بروتينات» مثل الانترفيرون جاما والانترلوكين 4 اللذان يقومان بتنشيط الخلايا الملتهمة (Phagocytic) وتحريض الخلايا البائية على إنتاج الأجسام المضادة (Antibodies).

## المهام الرئيسية
الخلايا المتغصنة لديها مهمتان رئيسيتان:
أ- تفعيل الاستجابة المناعية التكيفية، والجهات الفاعلة الرئيسية فيها، هي اللمفاويات مثل الخلايا التائية والخلاية البائية الموجهة ضد المستضدات 'غير الذاتية'.
ب- الحفاظ على التحكم المركزي الذاتي في الغدة الزغترية قبل قيام الخلايا التائية في الانتقاء السلبي.

## تلخيص
الخلايا الجذعية (DCs) هي الخلايا المناعية التي تشكل جزءا من نظام المناعة عند الثدييات. وظيفتها الرئيسية هي تجهيز المواد المستضدة وإظهارها في خلايا أخرى من الجهاز المناعي. فتعمل الخلايا الجذعية كعرض مستضد في الخلايا. وتتصرف كمرسل بين الحصانة الفطرية والتكيف.
تعد خلايا الجهاز المناعي التكيفي أحد أنواع الكريات البيضاء، المعروفة باسم الخلية الليمفاوية. وتعتبر الخلايا البائية والخلايا التائية نوعي الخلايا الليمفاوية الرئيسيين. ويتألف جسم الإنسان من نحو 2 تريليون خلية ليمفاوية، تشكل نسبة تتراوح ما بين %20 إلى %40 من خلايا الدم البيضاء (المعروفة بالاختصار WBCs)؛ غير أن حجمها الإجمالي يشكل نفس حجم المخ أو الكبد تقريبًا. ويحتوي الدم المحيطي على نسبة %20 إلى %50 من الخلايا الليمفاوية الدوارة؛ أما النسبة المتبقية، فتنتقل من مكان لآخر داخل الجهاز الليمفاوي.
وتنشأ الخلايا البائية والخلايا التائية من نفس الخلايا الجذعية متعددة القدرات المكونة للدم، والتي تظل غير مميزة في خصائصها عن بعضها البعض، إلى أن يتم تنشيطها. تلعب الخلايا البائية دورًا كبيرًا في الاستجابة المناعية الخلطية، في حين تؤثر الخلايا التائية بشكل أساسي في الاستجابات المناعية الخلوية. وعلى الرغم من ذلك، فإنه في كل الفقاريات الأخرى تقريبًا، يتم إنتاج الخلايا البائية (والخلايا التائية) بواسطة الخلايا الجذعية في النخاع العظمي.
وتنتقل الخلايا التائية إلى الغدة التيموسية (Thymus)، التي اشتق اسمها منها نسبةً إلى الحرف T الذي تبدأ به، وتنمو فيها. وعند البشر، تعيد نسبة %1 إلى %2 من الخلايا الليمفاوية الدوران كل ساعة لزيادة فرص عثور الخلايا الليمفاوية نوعية المستضدات على هذه المستضدات النوعية داخل الأنسجة الليمفاوية الثانوية.
في الحيوان البالغ، تضم الأعضاء الليمفاوية المحيطية الثانوية مزيجًا من الخلايا البائية والخلايا التائية فيما لا يقل عن ثلاث مراحل تمايز:
- الخلايا الساذجة التي قد نضجت وخرجت من النخاع العظمي أو الغدة التيموسية ودخلت إلى الجهاز الليمفاوي، والتي لا تزال في الوقت نفسه بحاجة إلى مواجهة مستضدها المناظر (النوعي).
- الخلايا الفعالة التي قد تم تنشيطها بواسطة مستضدها المناظر، والتي تلعب دورًا مؤثرًا في القضاء على عامل ممرض.
- خلايا الذاكرة - الخلايا التي بقت حيةً إلى أجل طويل بعد الإصابة بعدة أشكال من العدوى فيما مضى.

## التواجد
توجد الخلايا الجذعية في الأنسجة على اتصال بالبيئة الخارجية، مثل الجلد (حيث يوجد نوع خلية الجذعية متخصصة تسمى خلايا لانغرهانس)، والبطانة الداخلية للأنف والرئتين، والمعدة والأمعاء. كما يمكن العثور عليها في حالة غير ناضجة في الدم. بمجرد عملية التنشيط، تهاجر الخلايا إلى الغدد الليمفاوية حيث أنها تتفاعل مع الخلايا التائية والخلاية البائية.

## الأنواع
الخلايا الجذعية توجد في اشكال عديدة ومختلفة.حيث إن كل عضو في جسم الإنسان يمتلك نوع خاص به من الخلايا الجذعية. على سبيل المثال الدم ينتج من خلايا الدم الجذعية (أيضا تعرف بالخلايا المكونة للدم). يوجد نوعين من الخلايا الجذعية.
- -النوع الأول :الخلايا الجذعية الجنينية هي التي تتكون في المراحل الأولى من التكوين البشري. هذة الخلايا تتميز بقدرتها علي بناء كل الاعضاء والانسجة في اجسامنا خلال التطور البشري.[6]
- - النوع الثاني:الخلايا الجذعية البالغة وتوجد في الأطفال والبالغين. الخلايا الجذعية البالغة تمتلك القدرة على تعويض الجسم بما فقده من خلايا متخصصة.[7]

## الفرق بين الخلايا الجذعية الجنينية والبالغة
أن الفرق بين الخلايا الجذعية الجنينية والبالغة، هو ان الخلايا الجذعية الجنينية لها القدرة على إنتاج كل أنواع الخلايا في الجسم اما الخلايا الجذعية البالغة لها القدرة علي تكوين أنواع متخصصة من الخلايا. على سبيل المثال خلايا الدم الجذعية لها القدرة على إنتاج الدم ولكن الخلايا الجذعية الجنينية لها القدرة علي إنتاج خلايا الدم والعظام والجلد والدماغ وغيرها من الخلايا. بالإضافة إلى ذلك الخلايا الجذعية الجنينية مبرمجة لإنتاج أي نوع من الاعضاء والانسجة بينما الخلايا الجذعية البالغة لايمكنها ذلك. وهذا يوضح سبب قدرة الخلايا الجذعية الجنينية على إصلاح الخلل في الانسجة المريضة.
الخلايا الجذعية الجنينية من الممكن تنميتها في المعامل وذلك بأخذ الخلايا الجذعية المتكونة خلال الايام الأولى من التخصيب الجنيني.

## الخلايا الجذعية ذات القدرات المتعددة المستحثة
هذه الخلايا تمتلك جميع مميزات الخلايا الجذعية الجنينية ولكنها غير متكونة من الاجنة. هذه الخلايا عباره عن خلايا غير جذعية تؤخذ من الإنسان ويتم تحويلها في المعامل إلى خلايا جذعية ومن ثم إعادتها إلى نفس الشخص بدون رفض الجهاز المناعي لها والذي يعتبر من أهم العقبات في زراعة الخلايا الجذعية.

## مستقبل الخلايا المتغصنة
قام الطبيب رالف ستاينمان من جامعة روكرفيلار بنيويورك بتطوير لقاحات وتحصينات معتمدة على الخلايا الغصنية. حيث طوع استخدام هذه الخلايا لمجابهة الأمراض المزمنة مثل مرض نقص المناعة المكتسبة والدرن وعلاج السرطان. وعندما اكتشف أنه مصاب بالسرطان في مرحلة متأخرة في مارس 2007 فكان من الطبيعي أن يضع آماله على الخلايا المتغصنة التي كان قد اكتشفها طوال حياته البحثية لدرجة أنه تطوع بأن يجري التجارب على نفسه بالتعاون مع زملائه لدراسة خلاياه الغصنية لاكتشاف علاج للسرطان. وقد توجت مجهوداته بمساعدة فريق بحثي عالمي من زملائه ومنافسيه في تطوير علاج تحصين مناعي ضد السرطان بموافقة الهيئة الأمريكية للغذاء والدواء FDA عليها وتطبيقها كدواء معتمد لعلاج السرطان.
بما ان الخلايا الجذعية لها القدرة على تبديل الخلايا القديمة والمريضة فإن العلماء متاكدين من قدرة استخدام الخلايا الجذعية لعلاج العديد من الامراض. الفكرة تقوم على زراعة الخلايا الجذعية أو الخلايا الجذعية البالغة للمريض.على سبيل المثال إذا كان المريض مصاب بأزمه قلبية فإن زراعة الخلايا الجذعية له يؤدي إلى إصلاح الخلل في قلبه.عدد الخلايا الجذعية الموجودة داخل اجسامنا لها قدرة محددة على إصلاح الخلل في اجسامنا. فمثلا بالنسبة لعدد الخلايا الجذعية الموجودة في القلب غير كافيه لإصلاح الخلل المسبب لمرض الازمه القلبية. لذلك عند زراعة خلايا الجذعية للمريض فإن ذلك يزيد من قدرة الجسم علي إصلاح الخلل بالرغم من قلة العدد الطبيعي للخلايا الجذعية.
مازالت هناك بعض التحديات والصعوبات لابد من دراستها قبل البدء في العلاج بالخلايا الجذعية. ومن هذه التحديات هي قدرة الخلايا الجذعية على تكوين خلايا سرطانية وايضا رفض الجهاز المناعي لها ومع ذلك الخلايا الجذعية من المحتمل ان تحدث تطوراً في العلاج خلال السنوات القادمة. الخلايا الجذعيه تبشر بعلاج اغلب الامراض مثل السرطان، امراض القلب، مرض باركنسون، والتصلب المتعدد، السكتة الدماغية، مرض هنتنغتون، اصابات الحبل الشوكي وغيرها من الامراض.
حاليا ًهناك عدد قليل من عمليات زراعة الخلايا الجذعية التي اثبت العلماء انها آمنة وفعالة. وأفضل مثال على ذلك زراعة النخاع العظمي. ومع ذلك يتم الإعلان حول العالم عن العديد من العلاجات بالخلايا الجذعية ولكنها غير مثبتة وغير معتمدة. هذه العلاجات غالباً يكون لها صدى وانتشار كبير عندما يقوم اشخاص مشهورين مثل مشاهير الرياضة بعملها. بشكل عام العلماء والاطباء في الخلايا الجذعية يحذرون المرضى من العلاج بالخلايا الجذعية الغير معتمدة بسبب انه من غير الواضح ما إذا كانت هذه العلاجات آمنه وسليمة ام لا. هناك بعض المرضى الذين ماتو بسبب هذا النوع من العلاجات بالخلايا الجذعية الغير معتمد. ولكن لايمنع ذلك من التفكير في العلاج بالخلايا الجذعية لعلاج مرض مستعصي على ان يكون هذا اخر الحلول بعد المناقشة مع الدكتور الخاص بالحالة

## أهمية الخلاياالجذعية في صحة الإنسان
عند الإصابة بالمرض اوالتعرض لإصابه فإن الخلايا أيضا تتضرر أو تموت وعندما يحدث ذلك الخلايا الجذعية تصبح نشيطة فتعمل على إصلاح الخلل في الخلايا أو الانسجة عن طريق تعويض الخلايا الميتة أو المتضررة. بهذه الطريقة الخلايا الجذعية تبقينا اصحاء وتمنعنا من الشيخوخة قبل أوانها.

## وصلات اضافية
- نسخة محفوظة 25 ديسمبر 2015 على موقع واي باك مشين., Website of the Center for Infection and Immunity of Lille contains information on DCs and their study in research
- Dendritic+Cells في المكتبة الوطنية الأمريكية للطب نظام فهرسة المواضيع الطبية (MeSH).

- www.dc2007.eu : 5th International Meeting on Dendritic Cell Vaccination and other Strategies to tip the Balance of the Immune System نسخة محفوظة 20 فبراير 2007 على موقع واي باك مشين.
- Website of Dr. Ralph M. Steinman at The Rockefeller University نسخة محفوظة 27 يونيو 2009 على موقع واي باك مشين. contains information on DCs, links to articles, pictures and videos
- Cancer 'danger receptor' found, BBC News, 15 February 2009